# Херсон-Восточный (станция)
Херсон-Восточный - разъезд Херсонской дирекции Одесской железной дороги Украинских железных дорог в городе Херсоне. Находится на линии Снигиревка - Херсон.
На разъезде останавливаются пригородные поезда, выполняются скрещения грузовых и пассажирских поездов.
Находится между разъездом Срочный (14,9 км) и станцией Херсон (6 км).

## История
Был открыт в 1969 году как разъезд. 
В настоящее время на пригородном поезде от Херсона-Восточного до Херсона поезда идут 10-13 минут;
от Херсона-Восточного до Срочного — 15-16 минут.
от Херсона-Восточного до Снигиревки — 55-64 минуты;

## Услуги
Высадка/посадка пассажиров на поезда местного/пригородного сообщения.

## Сообщение
На июнь 2016 года на станции останавливаются следующие поезда:
| № поезда | Маршрут движения      | № поезда | Маршрут движения      | Дорога обслуживания |
| -------- | --------------------- | -------- | --------------------- | ------------------- |
| 869Ш     | Апостолово - Николаев | 870Ш     | Николаев - Апостолово | Одесская ж.д.       |
| 6701     | Высокополье - Херсон  | 6702     | Херсон - Высокополье  | Одесская ж.д.       |
| 6771     | Нововеселая - Херсон  | 6772     | Херсон - Нововеселая  | Одесская ж.д.       |